# 元山仁士郎
元山 仁士郎（もとやま じんしろう、1991年 - ）は、沖縄県宜野湾市出身の一橋大学大学院生、政治活動家。法政大学沖縄文化研究所奨励研究員。
SEALDs（自由と民主主義のための学生緊急行動）や、SEALDs RYUKYUの設立に参画したのち、「辺野古」県民投票の会代表として条例制定を求める活動を行った。

## 来歴
沖縄県宜野湾市出身。琉球大学教育学部附属小学校、琉球大学教育学部附属中学校、沖縄県立普天間高等学校を卒業後、大学受験浪人生活を経て、国際基督教大学教養学部在学中、SASPL（特定秘密保護法に反対する学生有志の会）、ゆんたくるー、SEALDs（自由と民主主義のための学生緊急行動）や、SEALDs RYUKYUの設立に参画。
2016年度は大学を一年休学し、日本のシンクタンク新外交イニシアティブでスタッフとして働く。大学卒業後は、一橋大学大学院社会学研究科修士課程に進学し、日米外交史の研究を行う。法政大学沖縄文化研究所奨励研究員。
2018年4月に大学院を休学。4月16日に「辺野古米軍基地建設のための埋立ての賛否を問う県民投票」実施を求める『「辺野古」県民投票の会』を設立し、同会の代表に就任。署名活動等により条例制定を直接請求し、2月24日に行われた2019年沖縄県民投票の実現にあたった。
2019年2月25日、元山仁士郎、ロバート・カジワラ、高野孟で対談を行った。同年7月26日から28日に行われたフジロックフェスティバルに呼ばれ、玉城デニー沖縄県知事、ジャーナリスト津田大介早稲田大学教授、ORANGE RANGEのYOHとのトーク企画に出演した。

## 著書
- 小森陽一、黒澤いつき、西郷南海子『あきらめることをあきらめた 戦後71年目のデモクラシー』かもがわ出版、2016年4月11日。ISBN 978-4780308297。

## 論考
- 「県民投票の結果を反映するために──問われる日本の民主主義と報道姿勢」（『Journalism』2019年6月号）
- 「島風よ運べ」（『ミュージック・マガジン』 2019年2月号）
- 「もっと風を吹かせる──県民投票で民意を重ねて示す」（『世界』 2018年12月号）
- 「基地のある〈日常〉から発信する」（『現代思想』2016年2月臨時増刊号）
- 「世の中は変わりつつある──学生デモに参加しながら考えたこと」（『Journalism』 2014年10月号）
- 「コンクリートブロックとサンゴ――東京／沖縄、大人／若者」（『世界』 2015年4月臨時増刊号）

## 出演

### ウェブ番組
- デモクラシータイムス（YouTube、不定期出演）
- ポリタスTV（YouTube、2024年12月11日）
- エアレボリューション（YouTube、2025年1月20日）

### ドキュメンタリー
- 『Reunite with My Past Self in Okinawa』（監督：比嘉賢多、2018年7月30日公開）[11]